# Eucalyptus gomphocephala
Eucalyptus gomphocephala comúnmente conocido como árbol tuart es una especie de árbol en el género Eucalyptus.  Nativo del sudeste de Australia Occidental.

## Descripción
El árbol crece a más de 35m de alto. Como madera dura resistente era muy solicitada para construcción y estructura de barcos. El colorido y el patrón del grano de la madera la convierten en una opción popular para fabricación de muebles, debido a la tala el tuart es un árbol protegido con condiciones enfocadas en la explotación forestal.
El tuart tiene la corteza áspera a lo largo del tronco hasta las pequeñas ramillas. Las hojas son pedunculadas, alternadas, lanceoladas o falcadas de 12 x 2 cm, ligeramente dicolorosas a concolorosas, brillosas, verde claras y delgadas. Las flores blancas aparecen desde mediados del verano a mediados del otoño.

## Taxonomía
Eucalyptus gomphocephala fue descrita por A.Cunn. ex DC. y publicado en Prodromus Systematis Naturalis Regni Vegetabilis 3: 220. 1828.
Etimología
Eucalyptus: nombre genérico que proviene del griego antiguo: eû = "bien, justamente" y kalyptós = "cubierto, que recubre". En Eucalyptus L'Hér., los pétalos, soldados entre sí y a veces también con los sépalos, forman parte del opérculo, perfectamente ajustado al hipanto, que se desprende a la hora de la floración.
gomphocephala: epíteto

## Bibliograría
- Bryant, Geoff (2005)  Australian Native Plants Random House   ISBN 978-1-74166-030-2
- Johnston, Judith (1993) The History of the Tuart Forest - Pp.136-153 in de Garis, B.K. (editor)  Portraits of the South West: Aborigines, Women and the Environment Nedlands, W.A. University of Western Australia Press ISBN 1-875560-12-2
- Tuart Response Group (W.A.) (2003)  An Atlas of Tuart woodlands on the Swan Coastal Plain in Western Australia Perth, W. Aust.:Dept. of Conservation and Land Management (coordinated by a multi-disciplinary steering group chaired by the Department of Conservation and Land Management"